# Wolkite City FC
Wolkite City Football Club w skrócie Wolkite City FC – etiopski klub piłkarski grający w pierwszej lidze etiopskiej, mający siedzibę w mieście Welkite.

## Stadion
Domowe mecze klub rozgrywa na stadionie o nazwie Wolkite Stadium w Welkite, który może pomieścić 1500 widzów.

## Reprezentanci kraju grający w klubie
Stan na kwiecień 2023.
| - Dereje Alemu - Berhanu Bogale - Abebaw Butako - Adane Girma - Seid Habtamu - Afewerk Hailu - Getaneh Kebede - Yidnikachew Kidane - Asrad Megersa - Ame Mohammed - Abedrahman Mubarek | - Abubeker Sani - Firew Solomon - Jemal Tassew - Addisalem Tesfaye - Siyoum Tesfaye - Ramadan Yusef - Emomo Eddy Ngoy - Mohamed Awal - Arafate Djako - Robert Odongkara - Sylvain Gbohouo |